# Bistrica (Jajce, BiH)
Bistrica je naseljeno mjesto u općini Jajce, Federacija Bosne i Hercegovine, BiH.
Nalazi se sjeverno od grada Jajca.

## Stanovništvo

### Popisi 1971. – 1991.
| Bistrica           |              |              |              |
| godina popisa      | 1991.        | 1981.        | 1971.        |
| Hrvati             | 946 (76,53%) | 789 (76,90%) | 596 (77,70%) |
| Muslimani          | 279 (22,57%) | 234 (22,80%) | 170 (22,16%) |
| Srbi               | 0            | 1 (0,09%)    | 0            |
| Jugoslaveni        | 1 (0,08%)    | 2 (0,19%)    | 0            |
| ostali i nepoznato | 10 (0,80%)   | 0            | 1 (0,13%)    |
| ukupno             | 1.236        | 1.026        | 767          |

### Popis 2013.
| Bistrica           |              |
| godina popisa      | 2013.        |
| Hrvati             | 649 (71,40%) |
| Bošnjaci           | 249 (27,39%) |
| Srbi               | 3 (0,33%)    |
| ostali i nepoznato | 8 (0,88%)    |
| ukupno             | 909          |

## Vanjske poveznice
- Satelitska snimka  Arhivirana inačica izvorne stranice od 14. veljače 2021. (Wayback Machine)